# Прогулянка по дикому шляху
«Прогулянка по дикому шляху» (англ. Walk on the Wild Side) — американський драматичний чорний фільм 1962 року режисера Едварда Дмитрика зі Лоренсом Гарві, Капучіне, Джейн Фондою та Енн Бакстер у головних ролях. Фільм заснований на однойменному романі 1956 року американського письменника Нельсона Альгрена.
У 2005 році фільм увійшов до списку 250 фільмів Американського інституту кіномистецтва, номінованих на 100 років кіномузики AFI.

## Сюжет
Це чорний фільм для дорослих, що розповідає глядачам про життя та стосунки між жінками, які займаються комерційною проституцією в стильному будинку розпусти в Новому Орлеані, власницею якого є мадам Джо Кортні (Барбара Стенвік).

## Ролі виконують
- Лоуренс Гарві — Дав Лінкорн
- Капучіне — Галлі Джерард
- Джейн Фонда — Кітті «Твіст» Трістрам
- Енн Бакстер — Терезіна Відаверрі
- Барбара Стенвік — Джо Кортні
- Джоанна Мур[en] — міс Прешес
- Річард Раст[en] — Олівер
- Джон Браянт[en] — Спенс

## Навколо фільму
- Дія фільму відбувається в 1930-х роках, однак Капучіне була одягнена в модний одяг 1962 року. Її «протеже» — продюсер Чарльз К. Фельдман постановив, що вона буде одягнена в останні моделі суко́нок П'єра Кардена.
- У фільмі за сценарієм Кітті Твіст неповнолітня. Насправді, Джейн Фонді, яка грає Кітті, у 1962 році мало б виповнитися двадцять чотири роки.